# 신서고등학교
신서고등학교(新西高等學校)는 대한민국 서울특별시 양천구 신정동에 위치한 공립 고등학교로, 2006년에 개교하였다.

## 학교 연혁
- 2006년 3월 1일 : 학교 개교 및 제1대 초대 교장 한상빈 취임
- 2006년 3월 2일 : 제1회 입학식(남학생 137명, 여학생 105명)
- 2009년 2월 12일 : 제1회 졸업식(남학생 163명, 여학생 106명)
- 2020년 9월 1일 : 제6대 송재범 교장 취임
- 2022년 2월 9일 : 제14회 졸업식(남학생 91명, 여학생 83명)
- 2022년 3월 2일 : 제17회 입학식(남학생 85명, 여학생 112명)
- 2022년 4월 18일 : 신서고등학교 도서관 ‘신서지정’ 개관

## 참고 자료
- 신서고등학교 - 한국교육학술정보원 학교알리미